# Robert Riefling
Robert Riefling (Aker (nabij Oslo), 17 september 1911 – Oslo, 1 juli 1988) was een Noors pianist, muziekpedagoog en muziekjournalist en –recensent.

## Achtergrond
Robert Dankwart Leo Riefling werd geboren binnen het gezin van Albert Riefling, zelf pianist, en Ingeborg Louise Rollag. Hij is de broer van Reimar Riefling, ook pianist. Hij trouwde drie maal, achtereenvolgens met pianiste Amalie Christie (1944-1947), zangeres Borghild Hammerich (1948-1978) en met Bibbi Lindstrøm (1988).
Door zijn eerste huwelijk was hij zwager van de Noorse militairen Werner Christie en Johan Christie. Gedurende een periode in 1942 en 1943 werd Robert Riefling geïnterneerd in Grini fangelier (concentratiekamp Grini) te Bærum. Hij werd driemaal onderscheiden, hij ontving de Orde van Sint-Olaf (1957), de Orde van de Dannebrog en de Orde van Verdienste van de Bondsrepubliek Duitsland. Hij was voorts erelid van de Noorse Toonkunstenaarsbond, won een Grand Prix du Disque (1965), diverse prijzen van de Noorse muziekpers, Lindemanprisen (1979) en een nominatie voor de Spellemannsprisen in 1987 voor zijn interpretatie van Bach.

## Muziek
Zijn muzikale opleiding begon bij zijn vader, de pianist van het orkest van het Nationaltheatret. Daarna kwamen vervolgstudies bij Nils Larsen en vanaf 1928 bij Karl Leimer, Wilhelm Kempff en Edwin Fischer. Al eerder had hij het podium in Christiania betreden op elfjarige leeftijd en wel met de voorloper van het Oslo Filharmoniske Orkester ( Filharmonisk Selskap). Hij speelde een deel uit het Kroningsconcert van Wolfgang Amadeus Mozart. Zijn debuut als solopianist vond plaats in 1925 in de aula van de Universiteit van Oslo.  In 1936 won hij de eerste prijs tijdens het Interskandinavisk konkurranse (concours) in Kopenhagen. Ook in Brussel haalde hij prijzen in de Koningin Elisabethwedstrijd en het Concours Ysaye (1938, 6e plaats uit 87 deelnemers). In 1941 richtte hij samen met zijn broer het Rieflings Klaverinstitutt op. Hij concerteerde over de gehele wereld van de Verenigde Staten tot in Nederland. In 1967 begon hij met lesgaven aan het Det Kongelige Danske Musikkonservatorium te Kopenhagen en vanaf 1967 aan de Norges musikkhøgskole. Jens Harald Bratlie, Ketil Bjørnstad en Babben Lavik zijn leerlingen van hem.
Hij liet vele opnamen na, waaronder een in het vakcircuit goed ontvangen Das wohltemperierte Klavier van Johann Sebastian Bach. Er kwamen meer dan zestig opnamen uit zijn handen, waaronder de klassieke pianosonates van Ludwig van Beethoven, Joseph Haydn en Mozart, maar ook modernere werken zoals van Fartein Valen. Hij gaf tevens premières van nieuwe pianomuziek, zoals Fantasi i Halling van Klaus Egge, het pianoconcert van Harald Sæverud en Spill og dans van Johannes Rivertz.
Enkele concerten:
- 26 en 29 september 1935: met het Bergens Symfoniorkester (voorloper van het Bergen filharmoniske orkester) onder leiding van Harald Heide, het Pianoconcert van Robert Schumann
- 7 september 1957: Pianoconcert van Edvard Grieg met het BBC Symphony Orchestra onder leiding van Malcolm Sargent in Royal Albert Hall tijdens Promsconcert; andere soliste die avond Kirsten Flagstad (Grieg-avond); Pianoconcert van Grieg op herhaling op 20 augustus 1966 in dezelfde combinatie;
- 5 juni 1974: met het orkest uit Bergen onder leiding van Karsten Andersen het Pianoconcert van Edvard Grieg

- Bibliothèque nationale de France: cb13927606z (data)
- Gemeinsame Normdatei: 14346759X
- International Standard Name Identifier: 0000 0001 1437 3797
- Library of Congress Control Number: n82013464
- MusicBrainz: 2f9bd188-267c-4375-aa63-0394ea842a37
- Nationale Bibliotheek van Israël: 987007349439905171
- Système universitaire de documentation: 243125011
- Virtual International Authority File: 7576744
- WorldCat: E39PBJfWVTrc8fMW463fr7ppT3